# أليخاندرو كارديناس
أليخاندرو كارديناس (بالإسبانية: Alejandro Cárdenas)‏ هو عداء سريع مكسيكي، ولد في 4 أكتوبر 1974 في ارموسييو سونورا في المكسيك.

## وصلات خارجية
- أليخاندرو كارديناس على موقع الاتحاد الدولي لألعاب القوى (الإنجليزية)
- أليخاندرو كارديناس على موقع اللجنة الأولمبية الدولية (الإنجليزية)
- أليخاندرو كارديناس على موقع أوليمبيديا (الإنجليزية)